# Roztroušená skleróza
Roztroušená skleróza (zkráceně RS, latinsky: sclerosis multiplex, anglicky: Multiple sclerosis, zkráceně MS) je chronické autoimunitní onemocnění, při kterém lidský imunitní systém napadá centrální nervovou soustavu (mozek a míchu), čímž způsobuje demyelinizaci (rozpad myelinových pochev). Nemoc postihuje zejména mladé dospělé (od 20 do 40 let) a její výskyt je častější u žen (přibližně v poměru 2:1). Její prevalence se pohybuje v rozmezí od 2 do 150 pacientů na 100 000 obyvatel. Onemocnění popsal v roce 1868 jako první Jean-Martin Charcot.
RS ovlivňuje schopnost nervových buněk (neuronů) v mozku a míše spolu vzájemně komunikovat. Nervové buňky spolu komunikují prostřednictvím vysílání nervových vzruchů přes dlouhé neuronové výběžky axony (neurity), které jsou obaleny v izolační látce nazývané myelin. Ten významně urychluje vedení nervového vzruchu a zabraňuje jeho přenosu na okolní vlákna a struktury. Je bezpodmínečně nutný ke správné funkci centrální nervové soustavy. Při RS napadá imunitní systém myelin a ničí jej. To v důsledku znamená, že axony již nadále nejsou schopny účinně přenášet nervové vzruchy. Slovo skleróza (z řeckého skleros, tj. tuhý) v názvu nemoci odkazuje ke zjizvením v bílé hmotě. Ta vznikají v místech zánětlivých ložisek (odborně plaků či lézí), kde již zánět odezněl. Slovo roztroušená pak naznačuje, že RS může vytvořit více ložisek. Přestože o procesech, které se podílejí na rozvoji choroby, je známo mnoho, samotná příčina vzniku onemocnění je stále neznámá. Mezi teorie etiopatogeneze patří genetické vlivy či infekce. Během studií došlo i k odhalení různých rizikových faktorů prostředí.
U roztroušené sklerózy se mohou vyskytnout prakticky jakékoliv neurologické symptomy, které často přecházejí ve fyzickou a kognitivní invaliditu a neuropsychiatrické poruchy. RS se podle průběhu dělí na benigní a maligní. První zmíněný je charakterizován malým množstvím atak s minimálními následky, druhý pak těžkými záchvaty a rychlým nárůstem invalidity. Hlavní dělení RS zná čtyři základní formy nemoci: relaps-remitentní, sekundárně progresivní, primárně progresivní a relabující-progresivní. Mezi záchvaty mohou symptomy zcela vymizet, avšak i přesto často přetrvávají, zejména v případě pokročilejších stádiích nemoci, neurologické potíže.
Pro roztroušenou sklerózu neexistuje žádná známá kauzální léčba. Dostupné léky se zaměřují především na zmírnění obtíží, předcházení nových atak, zpomalení progrese onemocnění a zabránění invalidity (symptomatologická léčba). Střední délka života je u pacientů s RS téměř stejná jako u populace bez RS.

## Historie

### Objev

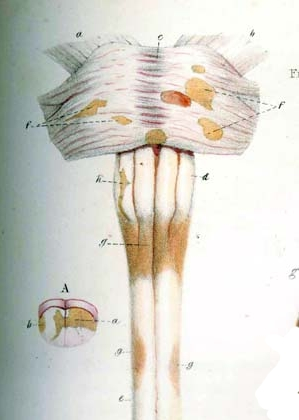
Detail kresby z Carswellovy knihy znázorňující léze roztroušené sklerózy na mozkovém kmeni a míše (1838) je jednou z prvních anatomických ilustrací RS

Roztroušenou sklerózu popsal v roce 1868 jako samostatnou chorobu francouzský neurolog Jean-Martin Charcot (1825–1893). Po shrnutí dřívějších nálezů a doplnění svých vlastních klinických a patologických pozorování Charcot nemoc nazval sclerose en plaques (francouzsky roztroušená skleróza). Tři základní příznaky RS, známé též pod souhrnným označením Charcotova trias, jsou nystagmus, intenční třes a skandovaná řeč (nejsou však výlučně typické pro RS). Charcot rovněž u pacientů pozoroval kognitivní změny a podle něj měli „výrazné oslabení paměti“ a „pomalu vznikající představy.“
Před Charcotem popsali a ilustrovali mnoho klinických detailů choroby britský profesor patologie Robert Carswell (1793–1857) a francouzský profesor anatomické patologie Jean Cruveilhier (1791–1873), avšak ani jeden z nich RS nepopsal jako samostatnou chorobu.
Po Charcotově popsání RS popsali zvláštní případy nemoci Eugène Devic (1858–1930), József Baló (1895–1979), Paul Ferdinand Schilder (1886–1940) a Otto Marburg (1874–1948).

### Historické případy
Existují četné historické zmínky o lidech, kteří žili před či krátce poté, co Charcot nemoc popsal, a pravděpodobně měli RS.
Mladá žena Halldora, která žila na Islandu kolem roku 1200, náhle ztratila zrak a pohyblivost, ale po modlitbách k svatým se jí po sedmi dnech zrak i hybnost vrátily. Svatá Lidwina ze Schiedamu (1380–1433), holandská jeptiška, může být první z jasně identifikovatelných pacientů s RS. Od svých šestnácti let až do své smrti v 53 letech trpěla vracející se bolestí, slabostí v nohách a ztrátou zraku, symptomy typickými pro RS. Oba případy vedly k vytvoření hypotézy „vikingského genu“ o šíření choroby.
Augustus Frederick d'Este (1794–1848), nelegitimní vnuk anglického krále Jiřího III., trpěl téměř jistě RS. D'Este si během svého života vedl 22 let deník, v němž popisoval život s nemocí. Deník začíná v roce 1822 a končí v roce 1846, nalezen však byl až v roce 1948. Jeho symptomy začaly ve věku 28 let náhlou přechodnou ztrátou zraku po pohřbu jeho přítele. V průběhu nemoci se u něj projevila slabost v nohou, těžkopádnost rukou, necitlivost, závratě, poruchy močového měchýře a erektilní dysfunkce. V roce 1844 začal používat kolečkové křeslo. Navzdory své nemoci si zachoval optimistický pohled na život.

## Etiologie
Epidemiologické studie RS poskytly náznaky možných příčin onemocnění. Různé teorie se pokoušejí kombinovat známá data do hodnověrných vysvětlení, ale žádná z nich se neukázala jako definitivní. RS se nejspíše vyskytuje jako důsledek kombinace jak faktorů prostředí, tak dědičných faktorů.

### Faktory dědičnosti

HLA oblast chromozomu 6. Změny v této oblasti zvyšují pravděpodobnost výskytu RS

RS není považována za přímo dědičné onemocnění, řada genetických variací však prokazatelně zvyšuje riziko vzniku onemocnění, jde tedy o rizikové faktory.
Pokud se RS již vyskytuje v rodině, je riziko vzniku RS u každého dalšího pokrevního příbuzného nemocného vyšší než v běžné populaci. Toto riziko výrazně narůstá zejména v případě postižení sourozenců, rodičů a dětí. V případě postižení jednoho z jednovaječných dvojčat má druhé dvojče riziko 35 %, že se i u něj objeví RS. U nevlastních sourozenců je riziko společného postižení nižší než u klasických sourozenců, což ukazuje na polygenní (nemendelovskou) dědičnost onemocnění.
Vedle příbuzenských studií, které sledují jen současný výskyt RS u příbuzných jedinců, probíhají i molekulárně biologické výzkumy. Výsledkem těchto studií je poznatek, že některé konkrétní geny, respektive jejich formy, představují rizikový faktor pro rozvoj RS. Riziko vzniku RS zvyšují například změny v systému hlavního histokompatibilního komplexu (HLA od Human Lymphocyte Antigen, MHC od Major Histocompatibitily Complex je synonymum), souboru genů na chromozomu 6, který slouží ke komunikaci jednak mezi buňkami imunitního systému navzájem a jednak ke komunikaci s buňkami ostatních orgánů. S RS jsou spojovány varianty dvou dalších genů, konkrétně IL2RA a IL7RA, podjednotky receptorů pro interleukin-2 a interleukin-7. HLA proteiny se podílejí na prezentaci antigenu buňkám imunitního systému, jsou tedy klíčové pro funkci imunitního systému jako celku. Mutace v genech receptorů pro signální molekuly (interleukiny) IL2 a IL7 jsou známé tím, že jsou asociovány s výskytem autoimunitních onemocnění jako např. diabetes mellitus I. typu. Tyto poznatky podporují tvrzení, že RS je autoimunitním onemocněním. Gen kódující kinezin KIF1B je prvním genem exprimovaným v neuronech, u něhož bylo prokázáno, že zvyšuje riziko onemocnění. Další studie spojují s RS geny chromozomu 5.

### Infekční příčiny
Genetické predispozice mohou vysvětlit některé z epidemiologických rozdílů ve výskytu RS, jako je vysoký výskyt onemocnění u některých rodin, či snížení rizika v závislosti na genetické vzdálenosti, avšak nevysvětlují jiné jevy, jako jsou například změny rizika výskytu RS, které se vyskytují při migraci v raném věku.
Vysvětlením pro toto epidemiologické zjištění může být, že se na vzniku RS mohou podílet spíše běžné infekce nežli vzácný patogen. Během výzkumu nemoci byly vypracovány různé hypotetické mechanismy, které mohou stát za vypuknutím RS. Hygienická hypotéza uvádí, že ochranou proti RS může být vystavení různým patogenům během dětství. RS by pak byla vyvolána autoimunitní reakcí spuštěnou u náchylných jedinců četnými infekčními mikroorganismy, s rizikem rostoucím s věkem při infekci. Prevalenční hypotéza uvádí, že onemocnění je způsobeno patogenem, který je běžnější v oblastech s vyšší prevalencí RS. Tento patogen je velmi běžný a u většiny jednotlivců způsobuje asymptomatickou (bezpříznakovou) přetrvávající infekci. Pouze v několika případech a po mnoha letech po původní infekci způsobuje demyelinizaci. Větší podporu z těchto dvou hypotéz získala hypotéza hygienická.
Důkazů pro tvrzení, že některé viry představují příčinu RS, je celá řada. V mozku a mozkomíšním moku většiny pacientů s RS lze prokázat přítomnost oligoklonálních proužků (též o. pruhů či o. pásů). Některé viry jsou spojeny (asociovány) demyelinizující encefalomyelitidou u lidí, po experimentální infekci mohou indukovat demyelinizace i u zvířat. Potenciální skupinou virů spojovaných s RS jsou lidské herpes viry; v mozkomíšním moku pacientů s RS byla nalezena vysoká úroveň viru Varicella zoster (původce planých neštovic). Nejsilnějším a nejlépe potvrzeným důkazem je zjištění, že osoby, které nebyly nikdy nakaženy virem Epstein–Barrové, mají snížené riziko onemocnění, společně s korelací jeho markerů a aktivity onemocnění. To je v rozporu s hygienickou hypotézou, jelikož neinfikovaní pravděpodobně zažili výchovu s větším důrazem na hygienu. Mezi další patogeny, které jsou rovněž spojovány s RS, jsou lidské endogenní retroviry a Chlamydophila pneumoniae.

### Neinfekční rizikové faktory prostředí
RS je častější u lidí, kteří žijí dále od rovníku. S vyšším rizikem RS je spojováno snížené vystavení slunečnímu záření. Pro vysvětlení zvýšeného rizika mezi lidmi, kteří jsou méně vystaveni slunečnímu záření, se používají jako hlavní biologické mechanismy snížená produkce a příjem vitamínu D.
Výskyt roztroušené sklerózy v Norsku, které leží mezi 58. a 71. rovnoběžkou, nezávisí na zeměpisné šířce. Vysoký výskyt roztroušené sklerózy na Sardinii představuje další argument proti teorii, že výskyt roztroušené sklerózy je závislý na vzdálenosti od rovníku.
Rizikovým faktorem může být i těžký stres, ačkoliv důkazy pro tuto teorii jsou slabé; u rodičů, kteří nečekaně přišli o dítě, bylo riziko vzniku RS vyšší než u rodičů, kteří o dítě nepřišli. Jako nezávislý rizikový faktor pro rozvoj RS bylo prokázáno kouření. Zkoumána byla povolání, při nichž se dotyční dostávají do kontaktu s toxiny, zejména pak rozpouštědly, tyto výzkumy však nedospěly k žádným jasným závěrům.
Za příčinné (kauzální) faktory rozvoje RS byla považována očkování; klinické studie souvislost RS s očkováním vesměs neprokázaly. Situace je poněkud složitější. Pokud je použito poměrně krátké sledování, objevuje se například při očkování proti hepatitidě B mírně vyšší četnost případů. Dlouhodobé pozorování, které v roce 2014 publikovali A. Langer-Gould a kolektiv, ukazuje, že se skutečně zvýší četnost po očkování proti hepatitidě B, ale že z dlouhodobého hlediska se četnost onemocnění mezi očkovanými a neočkovanými neliší. To podle autorů znamená, že očkování může poněkud urychlit přechod již existujícího onemocnění ke klinické manifestaci, ale že očkování onemocnění nezpůsobuje. Na druhou stranu v roce 2013 publikovali V. Martínez-Sernández a A. Figueiras metaanalýzu dosud publikovaných prací studujících asociaci mezi očkováním proti hepatitidě B a roztroušenou sklerózou. Konstatují metodologickou limitaci publikovaných studií; dosud publikovaná data však podle autorů nepodporují tvrzení o tom, že by očkování proti hepatitidě B představovalo riziko, pro které by bylo nutné revidovat očkovací schéma.
Dna se u pacientů s RS vyskytuje méně, nežli je statistický předpoklad, a zároveň u nich byla, ve srovnání s běžnou populací, zjištěna nízká hladina kyseliny močové. To vedlo k teorii, že kyselina močová, která chrání před oxidačním stresem způsobeným látkami jako peroxynitrit, ochraňuje před RS. Jako rizikový faktor byla zkoumána i strava a příjem hormonů, avšak pro potvrzení či vyvrácení jejich souvislosti s onemocněním je zapotřebí dalších výzkumů.
Ačkoliv některé z těchto rizikových faktorů, včetně infekce, jsou částečně ovlivnitelné, pouze další výzkum, a zejména pak klinické testy mohou ukázat, zdali jejich odstranění může pomoci v zabránění RS.

## Epidemiologie

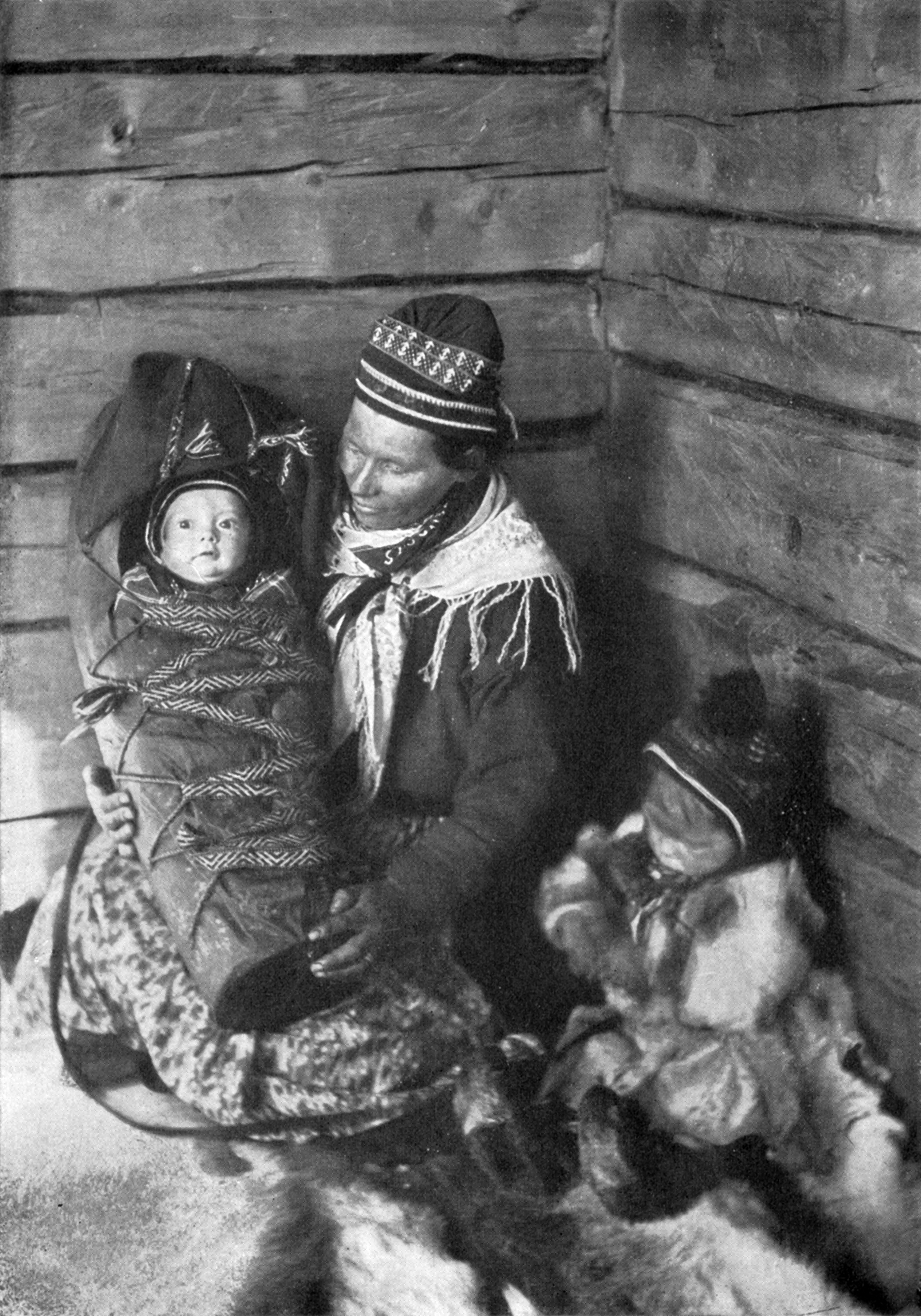
Etnické skupiny, jako třeba Sámové, mají nižší riziko výskytu RS; pravděpodobně díky genetickým faktorům

Mapa světa znázorňující, že riziko (incidence) RS vzrůstá se vzdáleností od rovníku
vysoké riziko
pravděpodobné vysoké riziko
nízké riziko
pravděpodobné nízké riziko
severojižní gradient
jiné riziko

Epidemiologie se opírá o dva základní statistické parametry: incidenci a prevalenci. Incidence udává počet nově nemocných jedinců (nových případů) k celkovému počtu jedinců ve sledované populaci; zatímco prevalence je poměr počtu nemocných k celkovému počtu obyvatel. U prevalence nezávisí pouze na incidenci, ale i na míře přežití a migraci nemocných lidí. RS má prevalenci, která se v závislosti na zemi nebo specifické populaci pohybuje od 2 do 150 pacientů na 100 000 obyvatel. Vědecké studie populačních a geografických vzorců v epidemiologických statistikách jsou u RS velmi běžné a vedly k návrhům různých etiologických teorií.
RS se obvykle objevuje u dospělých kolem třiceti, ale může se také objevit u dětí, a primárně progresivní forma je nejběžnější u lidí kolem padesáti let. Tak jako u mnoha ostatních autoimunitních onemocnění, má RS častější výskyt u žen, a tento trend může být rostoucí. U dětí může být poměr pohlaví tři děvčata na každého chlapce. U lidí starších padesáti let napadá RS muže a ženy téměř rovnoměrně. Vliv na výskyt RS má i rasový faktor. Nejvíce náchylní jsou příslušníci europoidní rasy, z poloviny pak negroidní rasy a nejméně mongoloidní rasy.
Na severní polokouli má nemoc severojižní gradient, zatímco na jižní polokouli má jihoseverní gradient; nejméně lidí postižených RS žije v blízkosti rovníku. Během studií se ukázalo, že tento gradient zeměpisné šířky mohou vysvětlovat podnebí, dostatek slunečního záření a příjem vitamínů D. Existují však významné výjimky severojižního vzorce, jako například incidence a prevalence na Kanárských ostrovech a změny v prevalenci v čase; obecně lze říci, že tento trend by mohl vymizet. To znamená, že při vysvětlení původu RS musí být vzaty v úvahu další faktory, jako je prostředí nebo dědičnost.
Faktory prostředí během dětství mohou hrát významnou roli v rozvoji RS v pozdějším životě. Mnohé studie ukazují, že pokud migrace proběhne před patnáctým rokem života dítěte, získává dítě náchylnost k RS podle nové oblasti v níž žije. Pokud proběhne po patnáctém roce, migrant si zachovává náchylnost k RS podle své původní domovské země. Potomci osoby, která migrovala před patnáctým rokem života však již získávají náchylnost nového prostředí v němž vyrůstají.
Existují případy, že i v oblastech, kde je RS běžná, mají některé etnické skupiny nižší riziko rozvinutí nemoci; patří mezi ně například Sámové, Turkmeni, indiáni, kanadští hutterité, Afrikánci a novozélandští Maorové. Jednu z největších měr výskytu RS na světě má Skotsko.

## Příznaky a symptomy

Hlavní symptomy roztroušené sklerózy

Nystagmus, charakterizovaný bezděčnými očními pohyby, je jedním z mnoha symptomů projevujících se při RS

Symptomy roztroušené sklerózy se obvykle projevují v občasných zhoršujících se akutních obdobích (relaps) jako chronické progresivní zhoršování neurologických funkcí.
Nejběžnější klinickou formou RS je klinicky izolovaný syndrom (CIS, z anglického clinically isolated syndrome). Při CIS má pacient ataky naznačující demyelinizaci, které však nesplňují kritéria pro roztroušenou sklerózu. Pouze u 30 až 70 % pacientů s CIS dojde k pozdějšímu rozvinutí RS. Onemocnění obvykle nastupuje se senzorickými (46 % případů), vizuálními (33 %), cerebrálními (30 %) a motorickými (26 %) symptomy. U pacientů bylo zaznamenáno i množství vzácných prvotních symptomů, včetně afázie, psychózy a epilepsie. Počáteční příznaky a symptomy RS jsou často přechodné, mírné a omezené. Tyto příznaky a symptomy dotyčného často nepřimějí vyhledat lékařskou pomoc a jsou často identifikovány pouze dodatečně, a to až poté, co byla RS již diagnostikována. Někdy dojde k odhalení RS náhodně, během neurologického vyšetření prováděného z jiných důvodů. Takové případy se označují jako subklinická RS.
U osob s RS se mohou projevovat prakticky jakékoliv neurologické symptomy, včetně změn v citlivosti (hypestezie a parestezie), svalové slabosti, svalových křečí, pohybových obtíží, obtíží s koordinací a rovnováhou (ataxie), problémů s řečí (dysartrie) nebo polykáním (dysfagie), zrakových problémů (nystagmus, optická neuritida, diplopie), únavy, akutní nebo chronické bolesti či močových a střevních potíží. Mezi běžné symptomy patří rovněž kognitivní poruchy různého stupně a emocionální příznaky deprese či nestabilní nálady. Hlavním objektivním měřítkem progrese postižení a závažnosti příznaků je Kurtzkeho stupnice postižení (anglicky: Expanded Disability Status Scale, tj. rozšířená stupnice stavu invalidity), známá též jako EDSS či Kurtzkeho škála.
Ataky při roztroušené skleróze jsou často nepředvídatelné, vyskytující se bez varování a bez zjevných podněcujících faktorů. Některé z nich však může mít na svědomí některý z běžných spouštěčů. Častěji se vyskytují během jara a léta. Riziko atak zvyšují infekce, jako je nachlazení, chřipka či gastroenteritida. Spouštěčem záchvatu může být i stres. Náchylnost k záchvatům může ovlivnit také těhotenství, které však před nimi během posledního trimestru naopak ochraňuje (protizánětlivý efekt těhotenských hormonů). Během několika prvních měsíců po porodu je však riziko atak zvýšené. Celkově se ovšem nezdá, že by těhotenství v dlouhodobém horizontu invaliditu výrazněji ovlivnilo (navzdory tomu existoval například v Československu až do roku 1952 zákon, podle kterého byla diagnóza RS indikací k interrupci). Během výzkumu RS bylo prověřeno mnoho potenciálních spouštěčů, u nichž se nezjistilo, že by na nástup atak měly vliv. Neexistuje tak žádný důkaz o zvýšené rizikovosti očkování proti chřipce, hepatitidě B, planým neštovicím, tetanu či tuberkulóze. Spouštěčem záchvatů není ani fyzické trauma. U pacientů s RS existuje jev zvaný Uhthoffův fenomén; při expozici vyšším než běžným pokojovým teplotám (například v sauně či horké lázni) se mohou dočasně zhoršit existující symptomy. Uhthoffův fenomén však není označován jako spouštěč atak.

### Psychologické symptomy
Psychologické dopady RS na člověka jsou velmi individuální a neexistuje jednotný model či vzorec platný pro každého. Mohou mít různé projevy i různé příčiny. Příčinami některých psychologických dopadů jsou projevy nemoci, ať už přímé, či nepřímé, jiné dopady mohou být například důsledkem léčby. Další naopak s nemocí nemusí být spojovány (jde o psychické příznaky či nemoci, které se u pacienta projevovaly již před diagnostikováním RS a průběh nemoci jejich projev zvyšuje). K základním psychologickým dopadům bývají po stanovení diagnózy deprese či naopak euforie. Ve srovnání s běžnou populací zažívají pacienti s RS o 30 procentních bodů více stavů deprese (20 % vs 50 %). Jiné psychologické dopady vznikají přímo v důsledku nemoci. Při RS vznikají na mozku léze, které mohou v některých případech mimo jiné vést ke kognitivním potížím, jako jsou poruchy soustředění či zhoršení paměti. Za některými psychickými stavy mohou naopak stát vedlejší účinky některých léků používaných při léčbě RS. Patří mezi ně únava, rozrušení, problémy se soustředěním, větší potřeba se vyjadřovat nebo menší potřeba spánku, v některých případech i lehčí či těžší deprese. Další psychologické symptomy zahrnují únavu, spastický pláč a smích či emoční hyperexpresivitu.

### Klasifikace

Progrese u forem RS:
1) relabující-progresivní
2) sekundárně progresivní
3) primárně progresivní
4) relaps-remitentní

Bylo popsáno několik forem progrese roztroušené sklerózy. Tyto formy využívají dřívější průběh onemocnění k předvídání jejího budoucího průběhu. Důležité jsou nejenom kvůli prognóze, ale i pro rozhodnutí o dalších léčebných postupech. V roce 1996 americká National Multiple Sclerosis Society (Národní společnost pro roztroušenou sklerózu) standardizovala definice čtyř forem RS. Jsou to:
Relaps remitentní (RR) forma je charakteristická střídáním atak a remisí a trvá zpravidla několik let. Jedná se o nejčastější formu RS, kterou onemocnění začíná až u 85 až 90 % pacientů. Ataky u RR formy trvají různě dlouho (několik týdnů až měsíců). Dochází po nich většinou k částečné až úplné remisi. V počátcích toho průběhu má zhruba polovina pacientů jen nepatrné obtíže, což dotyčné nepřiměje vyhledat lékařskou pomoc. U této formy je možné, že nastane pouze jediná ataka, následována i desetiletím remise. Pouze tato forma RS je dobře ovlivnitelná léky.
Sekundárně progresivní (též chronicko-progresivní) forma následuje relaps remitentní formu RS. V některých případech však k vývoji nemoci do této formy dojít nemusí. K této formě RS dochází tehdy, když organismus vyčerpá své regenerační schopnosti. Dochází při ní k mírnému nárůstu invalidity. Léky se tato forma již hůře ovlivňuje. Medián mezi počátkem relaps remitentní formy a jejím přechodem v sekundárně progresivní je 19 let.
Primárně progresivní forma postihuje přibližně 10 až 15 % pacientů, kteří po prvotních symptomech RS neměli nikdy období remise. Je charakteristická pozvolnou progresí obtíží a invalidity od počátku onemocnění bez jakýchkoliv, nebo pouze se vzácnými a minimálními remisemi a zlepšeními. Případné remise nejsou výrazně odděleny od atak. Vzniká u pacientů v pozdějším věku, přibližně ve věku kolem 40 až 50 let. Léky je tato forma jen těžko ovlivnitelná.
Relabující progresivní forma je velmi vzácná a nejméně běžná forma RS. RS je u ní od počátku progresivní, po atakách nedochází k žádnému či minimálnímu zlepšení a každý relaps zanechává trvalé neurologické poškození. Jedná se o nejhůře léčitelnou formu RS, která během období několika let vede k invaliditě a jež se nejčastěji vyskytuje u lidí starších 40 let.
Byly popsány i případy nestandardního chování nemoci. Někdy jsou označovány jako hraniční formy roztroušené sklerózy (případně jako jiné demyelinizující nemoci). Patří mezi ně Devicova choroba, Baloóva koncentrická skleróza, Schilderova difuzní skleróza či Marburská roztroušená skleróza. Roztroušená skleróza se rovněž jinak projevuje u dětí. Probíhá debata nad tím, zdali jsou atypické formy RS stále ještě roztroušenou sklerózou, či již jinou nemocí.

## Patogeneze
Patogenní projevy roztroušené sklerózy jsou poměrně různorodé a liší se podle konkrétní formy tohoto onemocnění. Typické jsou však zejména léze („jizvy“), jež je možné detekovat v některých částech mozku, a dále zánětlivý autoimunní proces způsobený reakcí bílých krvinek na přítomnost myelinu.

### Léze

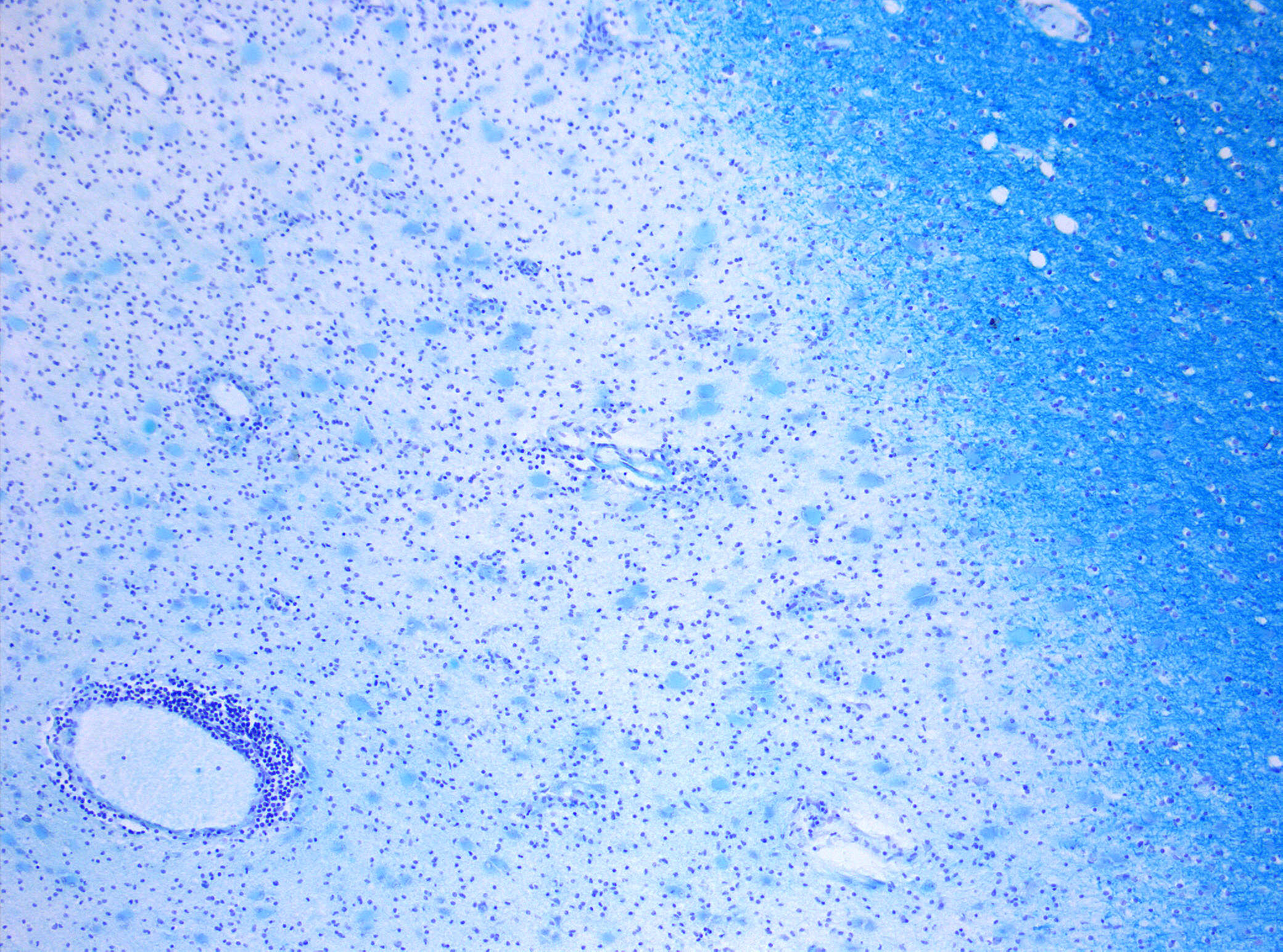
Rozpad myelinových pochev obalujících nervová vlákna

Název roztroušená skleróza odkazuje k jizvám (sklerózám, spíše známým jako plaky či léze), které RS vytváří v nervové soustavě. Dosahují rozměrů od 1 milimetru až po několik centimetrů. Léze vytvářené RS nejčastěji zahrnují oblasti bílé hmoty v blízkosti komor mozečku, mozkového kmene, bazálních ganglií, míchy a zrakového nervu. Funkcí buněk bílé hmoty je přenášet signály mezi oblastmi šedé hmoty, kde probíhá zpracování, a zbytkem těla. V periferní nervové soustavě se léze vyskytují jen zřídka.
Přesněji řečeno, RS ničí oligodendrocyty, buňky zodpovědné za vytváření a udržování tukové vrstvy – známé jako myelinová pochva – neuronů, která pomáhá přenosu elektrických signálů. Jak RS postupuje, vede ke ztenčení nebo úplné ztrátě myelinu a přerušení (transekci) výběžků neuronu, známých jako axony (axonální ztráta). Když dojde ke ztrátě myelinu, neurony již nemohou efektivně přenášet elektrické signály. Opravný proces, známý jako remyelinizace, probíhá v raných fázích onemocnění, ale oligodendrocyty již nejsou schopny plně obnovit myelinové pochvy. Opakované ataky vedou k postupně ke zpomalení remyelinizace, až nakonec poškozené axony obklopí jizvovité plaky. Byly popsány čtyři odlišné vzory lézí.

### Zánět
Vedle demyelinizace je dalším patologickým znakem onemocnění zánět. Podle striktně imunologických vysvětlení je RS zánětlivý proces způsobený T-lymfocyty. Lymfocyty jsou buňky, které hrají důležitou roli v obraně organismu. Při RS přestupují T-lymfocyty do mozku přes hematoencefalitickou bariéru (HEB), tedy zesílené stěny vlásečnic, jejichž úkolem je mimo jiné i to, že brání vstupu lymfocytů a dalších buněk imunitního systému do nervové soustavy. Bariéra není za normálních okolností tomuto typu buněk propustná, a to do okamžiku, kdy spuštěná infekce či virus sníží její integritu. Když bariéra svou integritu opět získá, obvykle poté, co odezní infekce či virus, T-lymfocyty jsou uvězněny uvnitř mozku. T-lymfocyty za patologických okolností považují myelin za cizorodý a napadají jej, jako kdyby se jednalo o virus. To vyvolává zánětlivé procesy, stimulující další buňky imunitní soustavy a rozpustné faktory jako jsou cytokiny a protilátky. Zvýšená propustnost hematoencefalitické bariéry může mít za následek řadu dalších škodlivých následků, jako jsou otoky, aktivace makrofágů, větší aktivace cytokynů a dalších destruktivních proteinů.
Nedávné důkazy na zvířecích modelech ukazují, že vedle T-lymfocytů mají na rozvoji onemocnění podíl i B-lymfocyty.

## Diagnóza
Roztroušená skleróza může být obtížně diagnostikována, neboť její příznaky a symptomy mohou být podobné mnoha jiným zdravotním problémům. Lékařské organizace vytvořily diagnostická kritéria, která mají usnadnit a standardizovat diagnostický proces pro praktikující lékaře. Historicky byla pro diagnostiku RS používána Schumacherova a Poserova kritéria. V současné době se od roku 2001 používají McDonaldova kritéria, která se zaměřují na prokázání diseminace RS lézí v prostoru a čase za pomoci klinických, laboratorních a radiologických dat. Diagnóza nemůže být stanovena dříve, nežli jsou ostatní možné příčiny symptomů vyloučeny diferenciální diagnózou.
Samotná klinická data mohou být pro diagnostiku RS dostačující v případě, že pacient utrpěl oddělené příhody neurologických symptomů charakteristických pro RS. Jelikož někteří lidé vyhledávají lékařskou pomoc již po první atace, následující testování mohou uspíšit a usnadnit diagnózu. Mezi nejčastěji používané diagnostické nástroje patří magnetická rezonance (MRI), analýza mozkomíšního moku a evokované potenciály. Magnetická rezonance mozku a páteře zobrazí oblasti, kde proběhla demyelinizace (léze či plaky). Pro zvýraznění aktivních lézí může být nitrožilně podána kontrastní látka gadolinium.
Vyšetření mozkomíšního moku získaného lumbální punkcí může poskytnout důkaz chronického zánětu centrální nervové soustavy (CNS). U mozkomíšního moku je testována přítomnost oligoklonálních proužků, jejichž abnormální hladiny protilátek se vyskytují u 75–85 % pacientů s RS. Vzhledem k tomu, že žádný test není stoprocentně přesný, pouze biopsie či pitva může přinést absolutně přesnou diagnózu. V nedávné době byl jako bezpečnější a spolehlivější diagnóza navržen test sérových autoprotilátek.
Nervový systém pacientů s RS často kvůli demyelinizaci reaguje méně aktivně na stimulaci očního nervu a smyslových nervů. Tyto odezvy mozku mohou být posouzeny pomocí vizuálních a senzorických evokovaných potenciálů.

## Léčba
Ačkoliv na roztroušenou sklerózu neexistuje žádný známý lék, mnohé terapie se prokázaly jako nápomocné. Primárním cílem terapie je zmírnění obtíží, předcházení nových atak, zpomalení progrese onemocnění a zabránění invalidity. Tak jako u ostatních léčeb, i léčba zvládnutí RS má mnohé vedlejší účinky. Někteří pacienti podstupují alternativní léčbu navzdory nedostatku podpůrných, srovnatelných a opakovaných vědeckých studií.

### Zvládnutí akutních atak
Během symptomatických atak je běžnou léčbou akutních relapsů podávání vysokých dávek i.v. (nitrožilně) kortikosteroidů, jako je metylprednisolon. Cílem tohoto druhu léčby je ukončit ataku dříve a zmírnit tak u pacienta poškození. Mezi možné vedlejší účinky patří osteoporóza, dočasné oslabení paměti edém, vysoký tlak, diabetes mellitus, žaludeční vředy, žaludeční obtíže a jiné. Těžké ataky, které nereagují na kortikosteroidy, mohou být léčeny plazmaferézou.

### Chorobu modifikující léčba

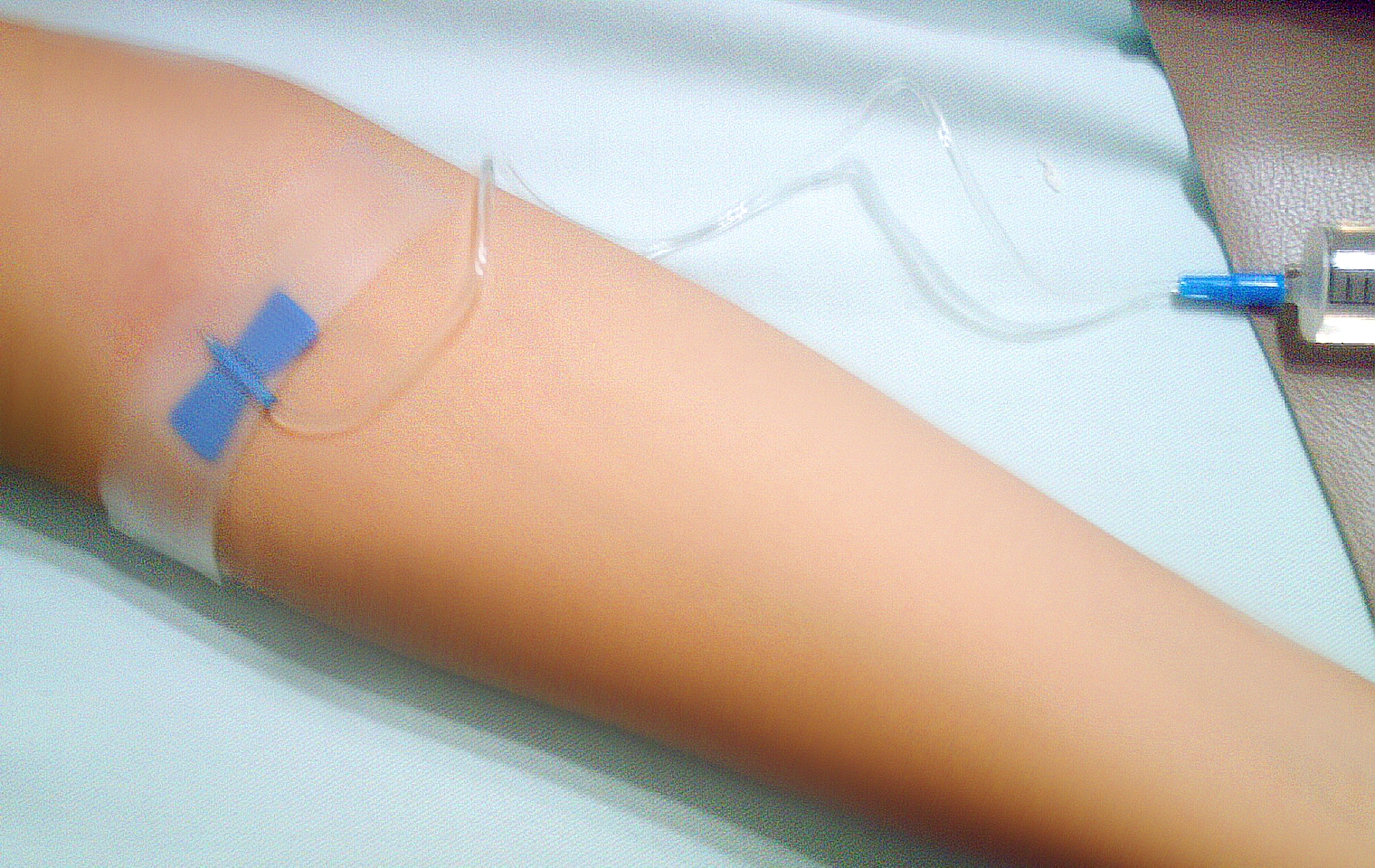
Chorobu modifikující léky jsou velmi nákladné a většina z nich vyžaduje časté (až denní) aplikování. Jiné vyžadují nitrožilní infúze v měsíčních až tříměsíčních intervalech

Raná klinická forma relaps remitující RS (RRRS) je klinicky izolovaný syndrom (CIS). Mnohé studie prokázaly, že léčba interferony během počáteční ataky může snížit pravděpodobnost, že se u pacienta vyvine klinická RS.
K roku 2007 bylo pro RRRS schváleno regulačními úřady různých zemí celkem šest chorobu modifikujících léků. Tři z nich jsou interferony: dvě verze interferonu beta-1a (obchodní názvy Avonex, CinnoVex, ReciGen a Rebif) a jedna interferonu beta-1b (americký obchodní název Betaseron, v Evropě a Japonsku Betaferon). Čtvrtým lékem je glatiramer acetát (Copaxone). Pátým lékem je mitoxantron, imunosupresivum používané při chemoterapiích u rakovin, schválené pouze v USA, a to převážně pro sekundárně progresivní RS. Šestý je natalizumab (Tysabri). Všech šest léků je účinných při snížení počtu atak a zpomalují progrese postižení. Jejich účinnost se liší a studie jejich dlouhodobého účinku stále chybí. Srovnání mezi imunomodulátory (všech kromě mitoxantronu) ukazují, že nejvíce účinný je natalizumab, a to jak z hlediska snížení relapsů, tak z hlediska zastavení progrese postižení. Rovněž bylo prokázáno, že snižuje závažnost RS. Mitoxatron může být z léků považován za nejúčinnější, není však obecně považován za dlouhodobou terapii, neboť je jeho použití omezeno vážnou kardiotoxicitou. V České republice jsou k roku 2007 (za přísných indikačních kritériích) předepisovány preparáty interferon beta 1-b, interferon beta 1-a, glatiramer acetát a natalizumab.
Interferony a glatiramer acetát jsou aplikovány injekčně a četnost aplikace se pohybuje od jedné aplikace za den u glatiramer acetátu po jednu aplikaci týdně (intramuskulární, tj. do svalu) u Avonexu. Natalizumab a mixatron jsou aplikovány i.v. infuzí v měsíčních intervalech.
Léčba progresivního průběhu RS je obtížnější než relaps-remitentní formy. Mitoxantron vykázal pozitivní výsledky u pacientů se sekundárně progresivní a progresivně relabující formou. Je středně účinný při snížení progrese onemocnění a četnosti relapsů u pacientů, jejichž stav se v krátkém čase výrazně zhoršuje. Prozatím nebyla nalezena žádná léčba, která by upravovala stav primárně progresivní RS.
Jako u každé léčby, i léčba RS přináší několik nepříznivých účinků. Jeden z nejběžnějších je podráždění v místu vpichu při léčbě glatiramer acetátem a interferony. Postupem času se může vytvořit v místě vpichu viditelná promáčklina v důsledku místního poškození tukové tkáně, známé jako lipoatrofie. Interferony vytvářejí symptomy podobné chřipce; u některých pacientů užívající glatiramer se po injekční aplikaci projevují návaly horka, těžkost na hrudi, bušení srdce, dušnost a úzkost, které obvykle trvají do třiceti minut. Mnohem nebezpečnější je poškození jater způsobené interferony a mitoxantronem, imunosupresivní efekt, kardiotoxicita způsobená mitoxantronem či údajná souvislost mezi natalizumabem a některými případy progresivní multifokální leukoencefalopatie.

### Zvládnutí efektů RS
Chorobu modifikující léky umí snížit rychlost progrese onemocnění, ale nedokáží jej zastavit. S postupem roztroušené sklerózy dochází ke zhoršování symptomů. RS je spojena s řadou příznaků a funkčních deficitů, které mají za následek řadu progresivních postižení a invaliditu. Zvládnutí těchto deficitů je proto velmi důležité. Jak léčba, tak neurorehabilitace, prokázaly, že dokáží snížit zátěž některých příznaků, avšak neovlivňují progresi onemocnění. Jako u všech pacientů s neurologickými deficity, je klíčem k omezení a překonání postižení multidisciplinární přístup. U každého symptomu existují různé možnosti léčby. Léčba by proto měla být individuální v závislosti na pacientovi a lékaři.

### Alternativní léčba
Tak jako u většiny chronických onemocnění je některými pacienty vyhledávána alternativní léčba, navzdory nedostatku podpůrných, srovnatelných a opakovaných vědeckých studií, jež by potvrdily pozitivní účinky těchto postupů na RS. Příkladem jsou orální podávání colostra (kolostrum, mlezivo), dietní režimy, fytoterapie, včetně použití lékařské marihuany a aloe pro zmírnění symptomů, a hyperbarická kyslíková terapie. Terapeutická cvičení využívající bojové umění, jako je třeba tchaj-ťi čchüan, či relaxační disciplíny, jako je jóga, či cvičení obecně, zmírňuje únavu, ale nemá žádný vliv na kognitivní funkce.

## Prognóza
Prognóza (očekávaný budoucí průběh onemocnění) pro osoby s roztroušenou sklerózou závisí na formě RS, pohlaví, věku, rase, průvodních symptomech a stupni invalidity. Ženské pohlaví, relaps remitentní forma, optická neuritida či zrakové symptomy v počátku onemocnění, méně atak v počátečních letech a zejména nižší věk při nástupu onemocnění, jsou spojovány s lepším průběhem onemocnění.
Střední délka života pacientů s RS je zejména v posledních letech prakticky stejná jako u obyvatelstva bez RS. Na základě studie z roku 1987 se téměř 40 % pacientů dožije 70 let. Nicméně polovina úmrtí u pacientů s RS je přímo spojena s důsledky onemocnění, zatímco dalších 15 % je v důsledku sebevražd (toto procento je o mnoho vyšší než u zdravé populace).
Ačkoliv většina pacientů před smrtí ztratí schopnost chodit, celých 90 % pacientů je schopno chůze po deseti letech od počátku onemocnění a 75 % po patnácti letech.
Výše uvedené informace týkající se prognózy v současné době nelze považovat za relevantní, neboť v posledních dekádách léčba roztroušené sklerózy pokročila a prognóza je nyní mnohem příznivější.

## Výzkum

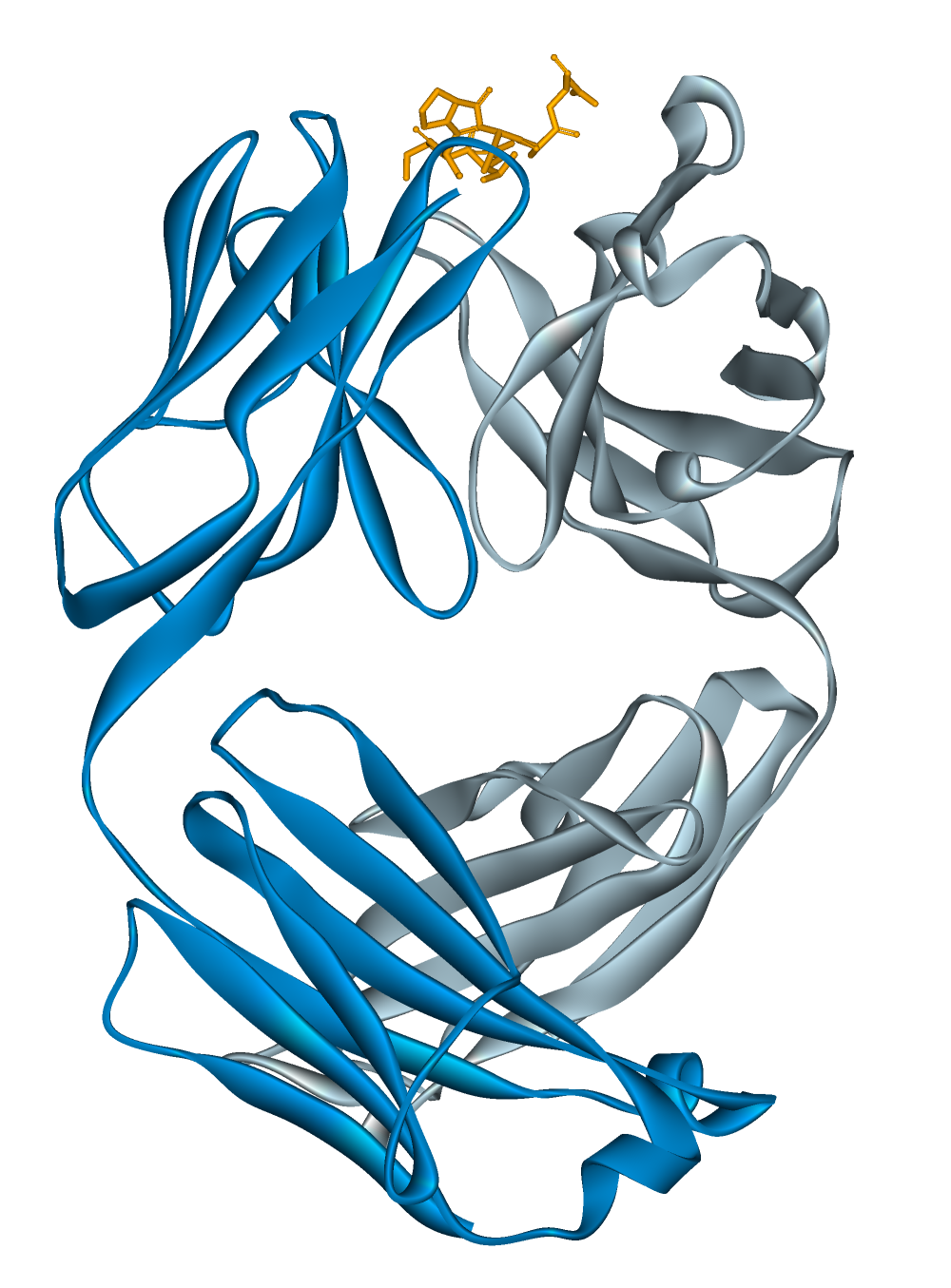
Alemtuzumab

Intenzivně se zkoumá množství léčiv, jež by mohly tlumit ataky či zlepšit funkci nervové tkáně. Jednou možností je kombinovat několik léků, které se již v současné době samy o sobě pacientům s roztroušenou sklerózou podávají. Příkladem je kombinované podávání mitoxantronu a glatiramer acetátu (Copaxone). Mnoho léků, jež se dostaly do klinických zkoušek, se již dříve úspěšně používaly k léčení zcela jiných nemocí. To platí např. pro alemtuzumab (Campath), daclizumab (Zenapax), inosin, BG00012, fingolimod a teriflunomid, tedy aktivní metabolit antirevmatického leflunomidu. Alemtuzumab měl v klinických zkouškách lepší výsledky než interferon beta-1a, co se týče zlepšení pohybových vlastností a snížení frekvence relapsů u pacientů s relaps remitentní RS; na druhou stranu alemtuzumab může vyvolávat závažné autoimunitní problémy (trombocytopenická purpura). Třetí skupinou léků jsou přípravky vytvořené od počátku pro léčbu roztroušené sklerózy, konkrétně např. laquinimod či Neurovax.
V nízkých dávkách podávaný naltrexon (tzv. „low dose naltrexone“, LDN) byl někdy předepisován proti jistým autoimunitním chorobám včetně roztroušené sklerózy. Existují neoficiální důkazy o jeho jistých účincích proti této chorobě, byly však učiněny jen dvě rozsahem malé klinické zkoušky.
Jako alternativa v terapii RS ale i dalších autoimunitních nemocí se jeví rovněž použití helmintů, u nichž byl prokázán imunoregulační efekt – tedy potlačení autoimunitní reakce. Poslední studie naznačily, že uměle vyvolaná infekce pro člověka nepatogenními parazity či jejich antigeny má terapeutický efekt např. u Crohnovy choroby. Jedním z kandidátů pro tuto terapii pomocí helmintů je např. Trichuris suis (tenkohlavec prasečí). Studie na zvířecích modelech s RS ukázaly například protizánětlivý efekt helmintické terapie. První klinická studie na pacientech s RS pomocí T. suis byla provedena v Dánsku u 10 lidí. Léčba byla v tomto případě bezpečná avšak bez efektu.
Dále se zkoumají nové metody, jak lépe diagnostikovat a hodnotit vývoj této choroby. Užitečným se zdá být měření obsahu protilátek proti myelinovým proteinům, jako je myelinový protein oligodendrocytů a myelinový bazický protein. K měření účinku léčiv, degenerace axonů a atrofie mozku by mohla být využívána optická koherentní tomografie oční sítnice. Do dnešní doby však neexistují žádné v praxi používané laboratorní metody diagnostiky RS. Několik nadějných metod je však na obzoru, včetně měření lipid-specifického imunoglobulinu M za účelem odhadu dlouhodobého vývoje nemoci.

## Organizace
Jako vůbec první organizace sdružující pacienty s roztroušenou sklerózou vznikla v roce 1946 ve Spojených státech National Multiple Sclerosis Society. Krátce poté se obdobná iniciativa zrodila i v Evropě a v roce 1967 došlo ke sdružení celkem osmnácti jednotlivých národních organizací do Mezinárodní federace roztroušené sklerózy (Multiple Sclerosis International Federation, MSIF). Ta k roku 2009 sdružuje MSIF celkem 32 stálých členů, 10 přidružených členů a spolupracující organizace z dalších 41 zemí. Za Českou republiku je členskou MS společností od roku 1995 Unie Roska. Jejím posláním je sociálně-zdravotní program a vznikla v roce 1992 jako zaštiťující organizace regionálních spolků (Rosek), které v Československu vznikaly od roku 1983. Vůbec první pokusy o organizaci pacientů s RS v Československu sahají k začátku roku 1972.
V České republice existují pro pacienty s RS dále takzvaná lékařská MS centra. Podle nadačního fondu Impuls tato MS centra slouží k „zajištění specializované diagnostiky a léčby, soustředění pacientů, u nichž nelze provést odpovídající diagnostiku a terapii na nižších stupních základní a regionální péče, zajištění léčby a speciálních postupů, které vyžadují zároveň sledování imunologických či elektrofyziologických parametrů, zajištění komplexní léčby, jejíž součástí je specializovaná neurorehabilitace, zajištění školení v oboru demyelinizačních onemocnění, včetně vedení programů kontinuálního vzdělávání, realizaci vědecko-výzkumné činnosti v oboru demyelinizačních onemocnění a k spolupráci českých a mezinárodních center v oboru demyelinizačních onemocnění.“ K roku 2009 jich je celkem 13 s vedoucím pracovištěm při Neurologické klinice 1. lékařské fakulty Univerzity Karlovy a Všeobecné fakultní nemocnici v Praze. Mimo Prahu, kde jsou 3 MS centra, se další nacházejí v Brně (2×), Českých Budějovicích, Hradci Králové, Olomouci, Ostravě, Pardubicích, Plzni, Teplicích a Zlíně.
Nadační fond Impuls, založený 6. 4. 2000, podporuje dlouhodobé projekty v oblasti roztroušené sklerózy, její výzkum, terapii, jakož i osvětovou činnost.
V roce 2013 Impuls inicioval vznik prvního celostátního Registru pacientů s roztroušenou sklerózou (ReMuS), který shromažďuje data o pacientech (se zajištěnou ochranou osobních údajů) a má za cíl poskytovat data plátcům zdravotní péče a ostatním státním institucím, což je důležité pro posouzení efektivity nákladné terapie. Nadační fond podporuje rehabilitační projekty, které pomáhají pacientům pomocí fyzioterapie a psychoterapie zlepšit kvalitu života, přispívají k oddálení progrese onemocnění s cílem žít plnohodnotný pracovní a společenský život. Přispívá také na nákup léčebných přístrojů a rehabilitačních pomůcek, pořádá benefiční kulturní a sportovní akce, věnuje se podpoře vzdělávání a osvětové činnosti o roztroušené skleróze.